# LG Optimus Pad
LG Optimus Pad — планшетный компьютер, разработанный LG Electronics для собственной линейки и для определенных операторов мобильной связи в некоторых странах. Мобильные операторы включают NTT DoCoMo и T-Mobile, которые, в отличие от своего внутреннего конкурента, Samsung, предлагающего ту же модель планшета для определенных операторов, LG не меняет спецификации тех, которые они выпускают для этих операторов, и единственное изменение заключается в добавлении мобильных операторов. логотип на нем. LG Optimus Pad был впервые выпущен в Южной Корее в апреле 2011 года, а затем в США в марте 2011 года, также известный как T-Mobile G-Slate. Это первое устройство LG под управлением Android 3.0 («Honeycomb»), представленное на Mobile World Congress в феврале 2011 года.

## Характеристики
LG Optimus Pad имеет 2-мегапиксельную фронтальную камеру и 5-мегапиксельную заднюю камеру. Он оснащен 8,9-дюймовым сенсорным экраном с поддержкой Wi-Fi 802.11b/g/n и Bluetooth 2.1, литий-ионным аккумулятором емкостью 6400 мАч, процессором Nvidia Tegra 2 с частотой 1 ГГц и Android 3.0 Honeycomb с пользовательским интерфейсом Optimus.

## Критика
Планшет подвергался сильной критике за отсутствие обновлений, предоставляемых LG, и за блокировку загрузчика с первым полученным обновлением без уведомления пользователей. Ни LG, ни T-Mobile не помогли ни с одной из проблем, которые обычно притворялись мертвыми.
В то время как ее конкуренты, такие как Motorola Xoom, обычно обновлялись, по крайней мере, до Android 4.0 ICS и, в основном, даже до 4.1 Jelly Bean, LG выпускала только незначительные обновления для своего G-Slate 2 и даже не могла выпустить важную версию 3.2 Honeycomb, которая теоретически должна была быть выпущена. простой для LG в создании и улучшит совместимость с приложениями, стабильность и расширит функциональность.
Из-за этого и закрытых драйверов сообщество Android не смогло создать полнофункциональную прошивку ICS или Jelly Bean — самое главное, камеру нельзя использовать с этими сборками.
Последнее официальное ПЗУ было выпущено в марте 2012 года, а от неофициального ПЗУ официально отказались в январе 2013 года.